# آکیها-کو، نیگاتا
آکیها-کو (به لاتین: Akiha-ku) یک منطقهٔ مسکونی در ژاپن است که در نیگاتا واقع شده‌است. آکیها-کو ۹۵٫۳۸ کیلومتر مربع مساحت و ۷۶٬۶۵۲ نفر جمعیت دارد.